# Herb obwodu sachalińskiego

Herb obwodu sachalińskiego.

Herb obwodu sachalińskiego (ros: Герб Сахалинской области) – jest oficjalnym symbolem obwodu sachalińskiego, przyjętym w obecnej formie 25 kwietnia 1997 roku przez obwodową dumę.

## Opis i symbolika
Francuska Tarcza herbowa podzielona na trzy równe pionowe pola. Środkowe barwy błękitnej, pozostałe dwa barwy srebrnej (białej). W środkowe pole wpisany złoty, ożaglowany okręt, zwrócony w heraldyczną lewą stronę (prawą z perspektywy obserwatora), pod nim srebrna wstęga w formie fali. Zarówno w prawym jak i w lewym polu znajdują się dwa czarne wulkany z czerwonymi językami ognia wychodzącymi z ich szczytów.
Znajdujący się na tarczy okręt jest typem kozackiego jednomasztowego statku wiosłowo-żaglowego, znanego jako kocz. Ten typ statku był rozpowszechniony na ziemiach rosyjskich w XVI i XVII wieku. Umiejscowienie go w herbie ma symbolizować epokę odkrywania przez rosyjskich podróżników i eksploratorów tego regionu i włączanie go w obręb państwa rosyjskiego. W 1640 r. Kozacy, korzystając właśnie z tego rodzaju jednostek, pojawili się na Sachalinie i tym samym rozpoczęli rosyjską obecność nad Pacyfikiem. Obecność wulkanów jest nawiązaniem do dawnego herbu imperialnego obwodu nadmorskiego. Ich użycie jest także odzwierciedleniem geograficznego położenia obwodu sachalińskiego, na którego obszarze występują czynne wulkany. Herb jako całość ma symbolizować nieprzerwaną historię Sachalinu i Wysp Kurylskich jako obszaru rosyjskiego. Ma także oddawać położenie geograficzne oraz bogactwa naturalne, a także kulturalne tradycje regionu.

## Historia
Obwód sachaliński utworzony został w 1947 r. i w czasach sowieckich nie posiadał własnego herbu. Dopiero rozpad Związku Radzieckiego i przemiany jakie po nim nastąpiły umożliwiły rozpoczęcie prac nad wprowadzeniem heraldycznego symbolu dla obwodu. 18 lipca 1995 r. władze obwodowe ogłosiły konkurs na herb i flagę dla obwodu. Zwycięzca miał otrzymać 3 miliony rubli nagrody. Ostatecznie został on przyjęty 25 kwietnia 1997, stając się tym samym pierwszym w historii herbem obwodu sachalińskiego. Herb ten otrzymał numer 157 w Państwowym heraldycznym rejestrze Federacji Rosyjskiej.